# نادي المقاولون العرب موسم 2010–11
موسم 2010–2011 هو الموسم الـ 30 لفريق المقاولون العرب في الدوري المصري الممتاز والموسم الـ 6 على التوالي في الدوري الممتاز منذ عودته للدوري مرة أخرى في موسم 2005–2006. وشارك الفريق في الدوري المصري الممتاز ، ولكنه خرج من كأس مصر في نصف النهائي.

على الرغم من أن الفريق أنهى الموسم في المركز الأخير ، فإن الهبوط للدرجة الثانية ألغي في هذا الموسم ، وتم زيادة عدد الفرق في الموسم التالي.

## الترتيب
| الترتيب | النادي           | ل  | ف | ت  | خ  | له | عليه | ±   | ن  |
| ------- | ---------------- | -- | - | -- | -- | -- | ---- | --- | -- |
| 12      | وادي دجلة        | 30 | 9 | 6  | 15 | 39 | 49   | −10 | 33 |
| 13      | الإنتاج الحربي   | 30 | 7 | 12 | 11 | 33 | 44   | −11 | 33 |
| 14      | الاتحاد السكندري | 30 | 7 | 9  | 14 | 36 | 51   | −15 | 30 |
| 15      | سموحة            | 30 | 6 | 10 | 14 | 33 | 45   | −12 | 28 |
| 16      | المقاولون        | 30 | 5 | 9  | 16 | 27 | 46   | −19 | 24 |

## كأس مصر

### الدور الأول
| 9 ديسمبر 2010 | منتخب السويس | 0–2 | المقاولون العرب                                                | استاد السويس     |
| 18:15         |              |     | محمد أحمد محمود 41' (ضربة رأس) · محمد صلاح 83' (بالقدم اليسرى) | الحكم: أحمد حنفي |

### دور الـ 16
| 21 سبتمبر 2011 | المقاولون العرب                                  | 1–0 (ب.و.إ.) | طلائع الجيش | استاد المقاولون العرب   |
| 17:30          | محمد عادل محمد 119' (ركلة حرة) · محمد فاروق 113' |              |             | الحكم: سمير محمود عثمان |

### ربع النهائي
| 26 سبتمبر 2011 | المقاولون العرب                                                                 | 3–1 | الإسماعيلي               | استاد المقاولون العرب |
| 20:30          | موسى كابيرو 28' (بالقدم اليمنى)، 67' (بالقدم اليمنى) · علاء كمال 72' (ركلة حرة) |     | حسني عبد ربه 56' (ركلة.) | الحكم: محمود عاشور    |

### نصف النهائي
| 1 أكتوبر 2011 | إنبي                                            | 2–2 (ب.و.إ.) | المقاولون العرب                                        | استاد بتروسبورت |
| 17:00         | عادل مصطفى 26' (بالقدم اليمنى)، 101' (ضربة رأس) |              | محمد النني 38' (بالقدم اليمنى) · أسامة رجب 110' (ه.ذ.) | الحكم: فهيم عمر |